# Rubus bertramii
Rubus bertramii — вид квіткових рослин родини трояндових (Rosaceae).

## Поширення
Поширення: Австрія, Бельгія, Люксембург, Англія, Данія, Франція, Нідерланди, Швейцарія, Словенія, Німеччина.
В Україні наводиться для Львівської, Рівненської областей та Житомирського Полісся; це західноцентральноєвропейський аборигенний вид, з поточною експансією в східному напрямку